# Ucrania en la Eurocopa 2024
La selección de fútbol de Ucrania fue uno de los 24 equipos participantes en la Eurocopa 2024, torneo que se disputó en Alemania entre el 14 de junio y el 14 de julio de 2024.

## Clasificación
| Equipo              | Pts | PJ | PG | PE | PP | GF | GC | Dif |
| ------------------- | --- | -- | -- | -- | -- | -- | -- | --- |
| Inglaterra          | 20  | 8  | 6  | 2  | 0  | 22 | 4  | +18 |
| Italia              | 14  | 8  | 4  | 2  | 2  | 16 | 9  | +7  |
| Ucrania             | 14  | 8  | 4  | 2  | 2  | 11 | 8  | +3  |
| Macedonia del Norte | 8   | 8  | 2  | 2  | 4  | 10 | 20 | -10 |
| Malta               | 0   | 8  | 0  | 0  | 8  | 2  | 20 | -18 |

     — Clasificado para la Eurocopa 2024.

     — Play off para la Eurocopa 2024.

### Partidos
| Fecha                    | Ciudad     | Jornada    |                      |                                 | Resultado |                                |                     |
| ------------------------ | ---------- | ---------- | -------------------- | ------------------------------- | --------- | ------------------------------ | ------------------- |
| 26 de marzo de 2023      | Londres    | 2          | Inglaterra           | Bandera de Inglaterra           | 2:0 (2:0) | Bandera de Ucrania             | Ucrania             |
| 16 de junio de 2023      | Skopie     | 3          | Macedonia del Norte  | Bandera de Macedonia del Norte  | 2:3 (2:0) | Bandera de Ucrania             | Ucrania             |
| 19 de junio de 2023      | Trnava     | 4          | Ucrania              | Bandera de Ucrania              | 1:0 (0:0) | Bandera de Malta               | Malta               |
| 9 de septiembre de 2023  | Breslavia  | 5          | Ucrania              | Bandera de Ucrania              | 1:1 (1:1) | Bandera de Inglaterra          | Inglaterra          |
| 12 de septiembre de 2023 | Milán      | 6          | Italia               | Bandera de Italia               | 2:1 (2:1) | Bandera de Ucrania             | Ucrania             |
| 14 de octubre de 2023    | Praga      | 7          | Ucrania              | Bandera de Ucrania              | 2:0 (1:0) | Bandera de Macedonia del Norte | Macedonia del Norte |
| 17 de octubre de 2023    | La Valeta  | 8          | Malta                | Bandera de Malta                | 1:3 (1:2) | Bandera de Ucrania             | Ucrania             |
| 20 de noviembre de 2023  | Leverkusen | 10         | Ucrania              | Bandera de Ucrania              | 0:0       | Bandera de Italia              | Italia              |
| 21 de marzo de 2024      | Zenica     | Play-off B | Bosnia y Herzegovina | Bandera de Bosnia y Herzegovina | 1:2 (1:0) | Bandera de Ucrania             | Ucrania             |
| 26 de marzo de 2024      | Breslavia  | Play-off B | Ucrania              | Bandera de Ucrania              | 2:1 (0:1) | Bandera de Islandia            | Islandia            |

## Preparación

### Amistosos de preparación
| Fecha               | Ciudad    | Competición |          |                     | Resultado |                    |         |
| ------------------- | --------- | ----------- | -------- | ------------------- | --------- | ------------------ | ------- |
| 3 de junio de 2024  | Núremberg | Amistoso    | Alemania | Bandera de Alemania | 0:0       | Bandera de Ucrania | Ucrania |
| 7 de junio de 2024  | Varsovia  | Amistoso    | Polonia  | Bandera de Polonia  | 3:1 (3:1) | Bandera de Ucrania | Ucrania |
| 10 de junio de 2024 | Chisináu  | Amistoso    | Moldavia | Bandera de Moldavia | 0:4 (0:2) | Bandera de Ucrania | Ucrania |

## Plantel

### Lista de convocados
Entrenador:  Serhiy Rebrov
La lista definitiva de 26 jugadores del combinado ucraniano se reveló el 16 de mayo de 2024.
| No. | Pos. | Jugador               | Fecha de nacimiento (edad)         | Apa. | Goles | Club              |
| --- | ---- | --------------------- | ---------------------------------- | ---- | ----- | ----------------- |
| 1   | POR  | Heorhiy Bushchan      | 31 de mayo de 1994 (30 años)       | 18   | 0     | Dinamo de Kiev    |
| 2   | DEF  | Yukhym Konoplya       | 26 de agosto de 1999 (24 años)     | 14   | 1     | Shakhtar Donetsk  |
| 3   | DEF  | Oleksandr Svatok      | 27 de septiembre de 1994 (29 años) | 6    | 0     | Dnipro-1          |
| 4   | DEF  | Maksym Taloverov      | 28 de mayo de 2000 (24 años)       | 3    | 0     | LASK              |
| 5   | MED  | Serhiy Sydorchuk      | 2 de mayo de 1991 (33 años)        | 61   | 3     | Westerlo          |
| 6   | MED  | Taras Stepanenko      | 8 de agosto de 1989 (34 años)      | 83   | 4     | Shakhtar Donetsk  |
| 7   | MED  | Andriy Yarmolenko     | 23 de octubre de 1989 (34 años)    | 119  | 46    | Dinamo de Kiev    |
| 8   | MED  | Ruslan Malinovskyi    | 4 de mayo de 1993 (31 años)        | 61   | 7     | Genoa             |
| 9   | DEL  | Roman Yaremchuk       | 27 de noviembre de 1995 (28 años)  | 50   | 15    | Valencia          |
| 10  | DEL  | Mykhaylo Mudryk       | 5 de enero de 2001 (23 años)       | 21   | 2     | Chelsea           |
| 11  | DEL  | Artem Dovbyk          | 21 de junio de 1997 (26 años)      | 28   | 10    | Girona            |
| 12  | POR  | Anatoliy Trubin       | 1 de agosto de 2001 (22 años)      | 11   | 0     | Benfica           |
| 13  | DEF  | Illya Zabarnyi        | 1 de septiembre de 2002 (21 años)  | 36   | 1     | Bournemouth       |
| 14  | MED  | Heorhiy Sudakov       | 1 de septiembre de 2002 (21 años)  | 17   | 2     | Shakhtar Donetsk  |
| 15  | MED  | Viktor Tsygankov      | 15 de noviembre de 1997 (26 años)  | 54   | 13    | Girona            |
| 16  | DEF  | Vitaliy Mykolenko     | 29 de mayo de 1999 (25 años)       | 41   | 1     | Everton           |
| 17  | DEF  | Oleksandr Zinchenko   | 15 de diciembre de 1996 (27 años)  | 63   | 9     | Arsenal           |
| 18  | MED  | Volodymyr Brazhko     | 23 de enero de 2002 (22 años)      | 4    | 0     | Dinamo de Kiev    |
| 19  | MED  | Mykola Shaparenko     | 4 de octubre de 1998 (25 años)     | 31   | 1     | Dinamo de Kiev    |
| 20  | MED  | Oleksandr Zubkov      | 3 de agosto de 1996 (27 años)      | 33   | 2     | Shakhtar Donetsk  |
| 21  | DEF  | Valeriy Bondar        | 27 de febrero de 1999 (25 años)    | 4    | 0     | Shakhtar Donetsk  |
| 22  | DEF  | Mykola Matviyenko     | 2 de mayo de 1996 (28 años)        | 65   | 0     | Shakhtar Donetsk  |
| 23  | POR  | Andriy Lunin          | 11 de febrero de 1999 (25 años)    | 12   | 0     | Real Madrid       |
| 24  | DEF  | Oleksandr Tymchyk     | 20 de enero de 1997 (27 años)      | 17   | 1     | Dinamo de Kiev    |
| 25  | DEL  | Vladyslav Vanat       | 4 de enero de 2002 (22 años)       | 6    | 0     | Dinamo de Kiev    |
| 26  | DEF  | Bogdan Mykhaylichenko | 21 de marzo de 1997 (27 años)      | 8    | 0     | Polissya Zhytomyr |

## Torneo
Tras el sorteo celebrado en Hamburgo el 23 de marzo de 2024 Ucrania quedó integrada en un Grupo E en el que también estarán Bélgica, Eslovaquia y Rumania.

### Partidos
| Fecha       | Ciudad     | Instancia      |            |                       | Resultado |                    |         |
| ----------- | ---------- | -------------- | ---------- | --------------------- | --------- | ------------------ | ------- |
| 17 de junio | Múnich     | Fase de grupos | Rumania    | Bandera de Rumania    | 3:0 (1:0) | Bandera de Ucrania | Ucrania |
| 21 de junio | Düsseldorf | Fase de grupos | Eslovaquia | Bandera de Eslovaquia | 1:2 (1:0) | Bandera de Ucrania | Ucrania |
| 26 de junio | Stuttgart  | Fase de grupos | Ucrania    | Bandera de Ucrania    | 0:0       | Bandera de Bélgica | Bélgica |

### Primera fase
| Equipo     | Pts | PJ | PG | PE | PP | GF | GC | Dif |
| ---------- | --- | -- | -- | -- | -- | -- | -- | --- |
| Rumania    | 4   | 3  | 1  | 1  | 1  | 4  | 3  | 1   |
| Bélgica    | 4   | 3  | 1  | 1  | 1  | 2  | 1  | 1   |
| Eslovaquia | 4   | 3  | 1  | 1  | 1  | 3  | 3  | 0   |
| Ucrania    | 4   | 3  | 1  | 1  | 1  | 2  | 4  | -2  |

|  | Clasificados a los Octavos de final.          |
|  | Posible clasificación a los Octavos de final. |

#### Rumania vs. Ucrania
| 17 de junio de 2024, 15:00 | Rumania                                   | 3:0 (1:0) | Ucrania | Fußball Arena München, Múnich                                               |                                                                             |
|                            | - Stanciu 29' - R. Marin 53' - Drăguș 57' | Reporte   |         | Asistencia: 61 951 espectadores Árbitro(s): Glenn Nyberg VAR: Rob Dieperink | Asistencia: 61 951 espectadores Árbitro(s): Glenn Nyberg VAR: Rob Dieperink |

| Rumania | Ucrania |
| ------- | ------- |

| POR               | 1  | Florin Niță      |     |     |
| DEF               | 2  | Andrei Rațiu     |     |     |
| DEF               | 3  | Radu Drăgușin    |     |     |
| DEF               | 15 | Andrei Burcă     |     |     |
| DEF               | 11 | Nicușor Bancu    |     |     |
| MED               | 6  | Marius Marin     |     | 75' |
| MED               | 18 | Răzvan Marin     | 79' |     |
| MED               | 21 | Nicolae Stanciu  |     | 87' |
| MED               | 20 | Dennis Man       |     | 62' |
| MED               | 17 | Florinel Coman   |     | 62' |
| DEL               | 19 | Denis Drăguș     |     | 75' |
| Cambios:          |    |                  |     |     |
| MED               | 10 | Ianis Hagi       |     | 62' |
| DEL               | 13 | Valentin Mihăilă |     | 62' |
| DEF               | 4  | Adrian Rus       |     | 75' |
| DEL               | 9  | George Puşcaş    |     | 75' |
| DEF               | 24 | Bogdan Racovițan |     | 87' |
| Entrenador:       |    |                  |     |     |
| Edward Iordănescu |    |                  |     |     |

| POR           | 23 | Andriy Lunin        |     |     |
| DEF           | 2  | Yukhym Konoplya     | 67' | 72' |
| DEF           | 13 | Illya Zabarnyi      |     |     |
| DEF           | 22 | Mykola Matviyenko   |     |     |
| DEF           | 17 | Oleksandr Zinchenko |     |     |
| MED           | 6  | Taras Stepanenko    |     | 62' |
| MED           | 19 | Mykola Shaparenko   |     | 62' |
| MED           | 15 | Viktor Tsygankov    |     | 62' |
| MED           | 14 | Heorhiy Sudakov     |     | 83' |
| MED           | 10 | Mykhaylo Mudryk     |     |     |
| DEL           | 11 | Artem Dovbyk        |     |     |
| Cambios:      |    |                     |     |     |
| MED           | 7  | Andriy Yarmolenko   |     | 62' |
| MED           | 18 | Volodymyr Brazhko   |     | 62' |
| DEL           | 9  | Roman Yaremchuk     |     | 62' |
| DEF           | 24 | Oleksandr Tymchyk   |     | 72' |
| MED           | 8  | Ruslan Malinovskyi  |     | 83' |
| Entrenador:   |    |                     |     |     |
| Serhiy Rebrov |    |                     |     |     |

| Jugador del Partido: Nicolae Stanciu Árbitros asistentes: Mahbod Beigi Andreas Söderkvist Cuarto árbitro: Espen Eskås Quinto árbitro: Jan Erik Engan Árbitro asistente de video: Rob Dieperink Árbitros asistentes del árbitro asistente de video: Pol van Boekel Jérôme Brisard |

| Estadísticas      | Bandera de Rumania | Bandera de Ucrania |
| Tiros             | 10                 | 14                 |
| Tiros a puerta    | 5                  | 2                  |
| Faltas            | 9                  | 8                  |
| Saques de esquina | 4                  | 8                  |
| Penaltis          | 0                  | 0                  |
| Fueras de juego   | 1                  | 1                  |
| Posesión de balón | 34%                | 66%                |

#### Eslovaquia vs. Ucrania
| 21 de junio de 2024, 15:00 | Eslovaquia  | 1:2 (1:0) | Ucrania                          | Düsseldorf Arena, Düsseldorf                                                    |                                                                                 |
|                            | Schranz 17' | Reporte   | - Shaparenko 54' - Yaremchuk 80' | Asistencia: 43 910 espectadores Árbitro(s): Michael Oliver VAR: Bastian Dankert | Asistencia: 43 910 espectadores Árbitro(s): Michael Oliver VAR: Bastian Dankert |

| Eslovaquia | Ucrania |
| ---------- | ------- |

| POR               | 1  | Martin Dúbravka   |     |
| DEF               | 2  | Peter Pekarík     |     |
| DEF               | 3  | Denis Vavro       |     |
| DEF               | 14 | Milan Škriniar    |     |
| DEF               | 16 | Dávid Hancko      | 67' |
| MED               | 19 | Juraj Kucka       |     |
| MED               | 22 | Stanislav Lobotka |     |
| MED               | 8  | Ondrej Duda       | 60' |
| DEL               | 26 | Ivan Schranz      | 86' |
| DEL               | 9  | Róbert Boženík    | 60' |
| DEL               | 17 | Lukáš Haraslín    | 67' |
| Cambios:          |    |                   |     |
| MED               | 11 | László Bénes      | 60' |
| DEL               | 18 | David Strelec     | 60' |
| DEF               | 4  | Adam Obert        | 67' |
| DEL               | 7  | Tomáš Suslov      | 67' |
| DEL               | 24 | Leo Sauer         | 86' |
| Entrenador:       |    |                   |     |
| Francesco Calzona |    |                   |     |

| POR           | 12 | Anatoliy Trubin     |     |       |
| DEF           | 24 | Oleksandr Tymchyk   |     |       |
| DEF           | 13 | Illya Zabarnyi      |     |       |
| DEF           | 22 | Mykola Matviyenko   |     |       |
| DEF           | 17 | Oleksandr Zinchenko |     |       |
| MED           | 19 | Mykola Shaparenko   |     | 90+2' |
| MED           | 18 | Volodymyr Brazhko   |     | 85'   |
| MED           | 14 | Heorhiy Sudakov     |     |       |
| DEL           | 7  | Andriy Yarmolenko   |     | 67'   |
| DEL           | 11 | Artem Dovbyk        |     | 67'   |
| DEL           | 10 | Mykhaylo Mudryk     |     | 85'   |
| Cambios:      |    |                     |     |       |
| MED           | 20 | Oleksandr Zubkov    |     | 67'   |
| DEL           | 9  | Roman Yaremchuk     | 84' | 67'   |
| MED           | 5  | Serhiy Sydorchuk    |     | 85'   |
| MED           | 8  | Ruslan Malinovskyi  |     | 85'   |
| DEF           | 4  | Maksym Taloverov    |     | 90'   |
| Entrenador:   |    |                     |     |       |
| Serhiy Rebrov |    |                     |     |       |

| Jugador del Partido: Mykola Shaparenko Árbitros asistentes: Stuart Burt Dan Cook Cuarto árbitro: Serdar Gözübüyük Quinto árbitro: Johan Balder Árbitro asistente de video: Bastian Dankert Árbitros asistentes del árbitro asistente de video: David Coote Christian Dingert |

| Estadísticas      | Bandera de Eslovaquia | Bandera de Ucrania |
| Tiros             | 14                    | 14                 |
| Tiros a puerta    | 5                     | 5                  |
| Faltas            | 9                     | 12                 |
| Saques de esquina | 4                     | 4                  |
| Penaltis          | 0                     | 0                  |
| Fueras de juego   | 2                     | 5                  |
| Posesión de balón | 54%                   | 46%                |

#### Ucrania vs. Bélgica
| 26 de junio de 2024, 18:00 | Ucrania | 0:0     | Bélgica | Stuttgart Arena, Stuttgart                                                     |                                                                                |
|                            |         | Reporte |         | Asistencia: 54 000 espectadores Árbitro(s): Anthony Taylor VAR: Stuart Attwell | Asistencia: 54 000 espectadores Árbitro(s): Anthony Taylor VAR: Stuart Attwell |

| Ucrania | Bélgica |
| ------- | ------- |

| POR           | 12 | Anatoliy Trubin     |     |     |
| DEF           | 24 | Oleksandr Tymchyk   |     |     |
| DEF           | 13 | Illya Zabarnyi      |     |     |
| DEF           | 3  | Oleksandr Svatok    |     | 81' |
| DEF           | 22 | Mykola Matviyenko   |     |     |
| DEF           | 16 | Vitaliy Mykolenko   |     | 58' |
| MED           | 19 | Mykola Shaparenko   |     | 70' |
| MED           | 18 | Volodymyr Brazhko   |     | 70' |
| MED           | 14 | Heorhiy Sudakov     |     |     |
| DEL           | 9  | Roman Yaremchuk     |     | 70' |
| DEL           | 11 | Artem Dovbyk        | 69' |     |
| Cambios:      |    |                     |     |     |
| DEF           | 17 | Oleksandr Zinchenko |     | 58' |
| MED           | 6  | Taras Stepanenko    |     | 70' |
| MED           | 8  | Ruslan Malinovskyi  |     | 70' |
| DEL           | 25 | Vladyslav Vanat     |     | 70' |
| MED           | 7  | Andriy Yarmolenko   |     | 81' |
| Entrenador:   |    |                     |     |     |
| Serhiy Rebrov |    |                     |     |     |

| POR              | 1  | Koen Casteels    |     |     |
| DEF              | 5  | Jan Vertonghen   |     |     |
| DEF              | 4  | Wout Faes        | 43' |     |
| DEF              | 3  | Arthur Theate    |     |     |
| DEF              | 21 | Timothy Castagne |     |     |
| MED              | 7  | Kevin De Bruyne  |     |     |
| MED              | 24 | Amadou Onana     |     |     |
| MED              | 8  | Youri Tielemans  |     | 62' |
| DEL              | 22 | Jérémy Doku      |     | 77' |
| DEL              | 10 | Romelu Lukaku    |     | 90' |
| DEL              | 9  | Leandro Trossard |     | 62' |
| Cambios:         |    |                  |     |     |
| MED              | 18 | Orel Mangala     |     | 62' |
| DEL              | 11 | Yannick Carrasco |     | 62' |
| DEL              | 19 | Johan Bakayoko   |     | 77' |
| DEL              | 20 | Loïs Openda      |     | 90' |
| Entrenador:      |    |                  |     |     |
| Domenico Tedesco |    |                  |     |     |

| Jugador del Partido: Kevin De Bruyne Árbitros asistentes: Gary Beswick Adam Nunn Cuarto árbitro: Glenn Nyberg Quinto árbitro: Mahmood Beigi Árbitro asistente de video: Stuart Attwell Árbitros asistentes del árbitro asistente de video: David Coote Marco Fritz |

| Estadísticas      | Bandera de Ucrania | Bandera de Bélgica |
| Tiros             | 14                 | 12                 |
| Tiros a puerta    | 5                  | 4                  |
| Faltas            | 9                  | 8                  |
| Saques de esquina | 3                  | 7                  |
| Penaltis          | 0                  | 0                  |
| Fueras de juego   | 2                  | 0                  |
| Posesión de balón | 44%                | 56%                |